# Malin Stehn
Malin Stehn, född 1969 i Boden, är en svensk författare och översättare. Hon växte upp i Katrineholm och är numera bosatt i Malmö.
Stehn debuterade 2006 och har skrivit över fyrtio barn- och ungdomsböcker. 2021 släpptes Stehns första spänningsroman för vuxna, Ett gott nytt år, och sedan dess har ytterligare två böcker i samma genre publicerats: Lycka till (2023) och Hipp hipp hurra (2025). En stor del av hennes barnböcker har givits ut av bokförlaget Opal medan böckerna för vuxna är utgivna av Albert Bonniers Förlag. 

## Biografi
Stehn skrev sina första berättelser så fort hon hade lärt sig alfabetet. Efter gymnasietiden, då hon bl.a. skrev musikrecensioner för Katrineholms-Kuriren, läste hon på Lunds universitet olika kurser i litteraturvetenskap och media och kommunikation. Efter utbildningen i Lund fick hon en praktikplats på ett bokförlag i Malmö där hon lärde sig redigering, korrekturläsning och annat som har med bokproduktion att göra. Efter några år som praktikant och assistent blev hon förlagsredaktör.
Efter tio år som barnboksredaktör föddes idén att skriva en egen bok. Första boken handlade om fyra tjejer som spelar i ett band. Mallgrodor och gitarrgudar  blev titeln och den gavs ut 2006. Det blev totalt sex böcker om tjejerna i bandet Starlight. Efter Starlight-serien har hon skrivit så väl singeltitlar (exempelvis Den här sommaren kan bli min död, Spökskrivaren och Inte din bror) som ytterligare serier, bl.a. Lundeby IK, Klubb S.O.S. samt böckerna om Luna & Liam.
Sedan hösten 2008 är Stehn författare på heltid, vilket också inkluderar författarbesök på skolor och bibliotek i hela landet. Ett gott nytt år, Stehns första spänningsroman för vuxna, är hittills (februari 2025) såld till 19 länder. Tillsammans med författarkollegan Caroline Säfstrand driver Stehn, sedan januari 2024, podcasten Bokstavligen.
Stehn har även översatt ett antal böcker från engelska och danska.